# Ван Цзюань
Ван Цзюань (кит. упр. 王娟, пиньинь Wang Juan; 14 апреля 1995, Динтао, Иншан, Аньхой, Китай) — китайская спортсменка, борец вольного стиля, призёр Азиатских игр и чемпионатов Азии, Кубков мира в команде.

## Карьера
Ван родилась в уезде Иншан, провинции Аньхой. С 2008 года выступает за сборную провинции Аньхой, а с 2010 года за национальную сборную Китая. В апреле 2013 года в Нью-Дели на чемпионате Азии, она в малом финале победила Ю Тинг из Тайваня, став обладателем бронзовой медали. В апреле 2023 года на чемпионате Азии в Астане, в схватке за 3 место победила Озоду Зарипбоеву из Узбекистана, завоевав бронзовую медаль. 20 апреля 2024 года она участвовала в азиатском квалификационном турнире в Бишкеке, где получила квоту для Китая на Олимпийские игры в Париже.

## Достижения
- Чемпионат Азии по борьбе 2013 — ;
- Кубок мира по женской борьбе 2018 (команда) — ;
- Кубок мира по женской борьбе 2019 (команда) — ;
- Азиатские игры 2022 — ;
- Чемпионат Азии по борьбе 2023 — ;